# Holomitrium urvilleanum
Holomitrium urvilleanum är en bladmossart som beskrevs av William Dean Reese 1978. Holomitrium urvilleanum ingår i släktet Holomitrium och familjen Dicranaceae. Inga underarter finns listade i Catalogue of Life.